# Johann Conrad Fischer (Unternehmer)
Johann Conrad Fischer I (* 4. Mai 1721 in Schaffhausen; † 19. April 1811 ebenda) war ein Schweizer Unternehmer.

## Leben
Johann Conrad Fischer wurde am 4. Mai 1721 als Sohn des Kupferschmieds und Weinhändlers Christoph Fischer in Schaffhausen geboren. Zunächst schloss er eine Ausbildung und Lehre zum Kupferschmied in Schaffhausen ab. Danach begab er sich auf Wanderschaft, wo er in einem Zeitraum von neun Jahren Frankreich, Deutschland, Österreich, Ungarn, Polen und Dänemark erreichte. Im Anschluss daran war er fünf Jahre in der Königlichen Giesserei in Woolwich bei London. Nach der Rückkehr aus England übernahm Fischer die Kupferschmiede seines Vaters. Darin wurde vor 1760 mit der Herstellung von Feuerspritzen begonnen. Zusätzlich versah er verschiedene städtische Ämter.
Johann Conrad Fischer, der 1771 Anna Helena die Tochter des Schaffhauser Stadtmaurers und Ratsherrn Hans Conrad Spengler ehelichte, verstarb am 19. April 1811 im Alter von 89 Jahren in Schaffhausen. Er war der Vater von Johann Conrad Fischer II, der sein Unternehmen weiterführte.